# Aguces
Aguces – miejscowość w Hiszpanii, w Aragonii, w prowincji Huesca, w comarce Alto Gállego, w gminie Caldearenas.
Według danych INE z 1991 roku miejscowość nie była zamieszkiwana przez żadną osobę. Wysokość bezwzględna miejscowości jest równa 650 metrów.